# Staatliche Berufsfachschule für Glas und Schmuck
Die Staatliche Berufsfachschule für Glas und Schmuck im Kaufbeurer Stadtteil Neugablonz ist eine von der Stadt getragene Berufsfachschule des gestaltenden Handwerks.

## Schulbetrieb
Die Schülerinnen können an der Staatliche Berufsfachschule für Glas und Schmuck vier Berufe erlernen:
- Glas- und Porzellanmaler
- Goldschmied
- Graveur
- Silberschmied[3]

Alle fachpraktischen Fertigkeiten sowie die theoretischen Inhalte werden in schuleigenen Werkstätten vermittelt. Die dreijährige Lehre (38 Wochenstunden) beginnt gemäß der bayerischer Ferienordnung im September und endet mit einer staatlichen Abschlussprüfung, die der Gesellenprüfung im Handwerk gleichgestellt ist. Wie an allen staatlichen Schulen wird auch hier kein Schulgeld erhoben.

## Geschichte
Die Schule geht auf die im Jahre 1880 im böhmischen Gablonz an der Neiße (Jablonec nad Nisou) gegründete Kunstgewerbeschule zurück. Sie wurde zur Förderung der damals blühenden Gablonzer Bijouterie- und Schmuckindustrie vom zuständigen kaiserlich-königlichen Amt für Schulwesen und Kultur eingerichtet.
Nach dem Zweiten Weltkrieg gründeten Vertriebene und Ausgesiedelte aus Gablonz an der Neiße in Kaufbeuren den Stadtteil Neugablonz. Aus ihrer Heimat brachten die Siedler ihre Fähigkeiten in der Schmuckherstellung mit, und bereits nach kurzer Zeit entstand eine aufstrebende Industrie in Neugablonz, die eine Vielzahl von Berufsbildern hervorbrachte. Neugablonz wurde zum Zentrum der deutschen Modeschmuckindustrie.
Um die dringend benötigten Fachkräfte auszubilden, wurde 1947 im Kaufbeurer Stadtteil Neugablonz der Grundstein für die heutige Staatliche Berufsfachschule für Glas und Schmuck gelegt. In den Anfangsjahren wurden Glasmacher, Glasdrücker, Perlenwickler, Glasveredler, Nadler, Estampeure, Graveure, Galvaniseure sowie Gürtler ausgebildet.
Im Laufe der Zeit haben sich die Ausbildungsberufe verändert, so dass heute Glas- und Porzellanmaler, Goldschmiede, Graveure und Silberschmiede ausgebildet werden, deren Tätigkeitsfeld sich inzwischen weit über die Grenzen von Neugablonz hinaus entwickelt hat.

## Projekte und Auszeichnungen (Auswahl)
Die Schule ist regelmäßig an Ausstellungen und Projekten mit namhaften Institutionen aus dem Bereich Gestaltung und Kunsthandwerk beteiligt.
Innerhalb der Schule findet jedes Jahr der Danner-Klassenwettbewerb statt. Die Danner-Stiftung vergibt auch im Rahmen des Landeswettbewerbs für Kunsthandwerker in Bayern alle drei Jahre den sogenannten Danner-Preis. Die von einer internationalen Jury vergebene Auszeichnung genießt mittlerweile überregionale Bedeutung und wurde in der Vergangenheit schon mehrfach an ehemalige Schüler der Staatlichen Berufsfachschule für Glas und Schmuck verliehen.
- Gemeinschaftsausstellung im Tschechischen Zentrum München: 454 km – Zwei Schulen begegnen sich[6]
- Ausstellung im Bayerischen Nationalmuseum München Der Silberbecher[7]
- Danner-Preisträger 2017, 2014, 2011[8]